# Inmate
Inmate (včasih Inmate Loud, pisano tudi INMATE) je slovenska metalska skupina iz Velenja.

## Zgodovina
Začetki skupine segajo v leto 2005. Svoj prvi koncert so imeli avgusta tistega leta pod kozolcem Mladinskega centra Šmartno ob Paki, v katerem so imeli vaje do leta 2009. Takrat so bili še zgolj instrumentalni bend. Prihodnje leto se jim je pridružil njihov prvi vokalist Miha Oblišar. Leta 2006 so veliko koncertirali, med drugim so (prvič) nastopili na Metalcampu. Udeležili so se 6. državnega tekmovanja za zlato činelo v Lendavi, kjer so zasedli 2. mesto. Do konca leta sta v kratkem razmaku skupino zapustila kitarist Miro Gavrič in Oblišar, konec leta pa se jim je pridružil kitarist Aleš Kroflič. V letih 2007–2009 so aktivno iskali novega resnega vokalista. Preizkusili so več različnih vokalistov, med njimi tudi Matjaža Parfanta. Leta 2007 so začeli snemati material za album pod taktirko producenta Tata Purushe. Vokale je posnel Parfant, a njegovo sodelovanje z bendom je bilo kratkotrajno, saj se je leta 2008 od njih poslovil, tako da tega materiala niso nikoli uporabili. Leta 2009 se jim je pridružil pevec Rok Miklavžina - Mike, s katerim so prvič uradno nastopili na Metalcampu 2009. Leta 2010 so nastopili na dveh koncertih turneje Where Death Is Most Alive skupine Dark Tranquillity, in sicer v Zagrebu in na Dunaju. Leta 2012 je pri založbi Graviton Music Services izšel njihov albumski prvenec Free At Last (za produkcijo je poskrbel že omenjeni Tat Purusha). Pri snemanju albuma so k sodelovanju povabili Marka Duplišaka iz zasedbe LastDayHere, ki je odpel čiste vokale, Miklavžina pa kruleče (growle). Takrat so posneli tudi svoj prvi videospot za singel »Without Warning«.
Leta 2013 so začeli pripravljati material za drugo ploščo. V začetnem obdobju teh priprav (začetek 2013) je skupino zapustil basist Sašo Bandalo, ki ga je zamenjal Žiga Rezar. Ta je med drugim prispeval aranžma za skladbo »Home«, ki je izšla na kompilaciji Lignit 3, ki jo je 2014 izdal Šaleški študentski klub. Kmalu po izidu kompilacije je Rezar odšel iz skupine, novi basist pa je postal Dragan Bagarić. Izid druge plošče Tree of Life je bil prvotno predviden za jesen 2014, ko naj bi Inmate tudi bili na turneji s švedsko zasedbo Sonic Syndicate. A poleti je bend zapustil Miklavžina − ki pa je še pred tem posnel grobe vokale za novo ploščo −, zato so morali turnejo odpovedati, izid plošče pa prestaviti. Po njegovem odhodu se je skupini jeseni 2014 kot vokalist pridružil David Valh. Plošča Tree of Life je izšla avgusta 2015 (člani zasedbe so takrat bili: Andrej Bezjak, Aleš Kroflič, Dragan Bagarić, David Valh in Jure Grudnik) pri samozaložbi. Na njej je kot vokalist zopet gostoval Marko Duplišak, poleg njega pa tudi Sebastjan Založnik iz Heretic. Za produkcijo je zopet poskrbel Tat Purusha. Uradno so jo prvič predstavili na festivalu mladih kultur Kunigunda 2015.
Po nastopu na Kunigundi so se v bendu zopet pojavile težave: do konca leta sta skupino zapustila Aleš Kroflič in David Valh, v začetku leta 2016 pa še Dragan Bagarić. Tako sta na začetku leta 2016 ostala samo še Andrej Bezjak in Jure Grudnik, konec leta pa je skupina štela 6 članov − v skupino se je vrnil prvi pevec Miha Oblišar, tokrat kot basist, poleg njega pa so se pridružili še David Vodopivec (session kitarist), Aleksander Kolar (vokalist – growli) in Marko Duplišak, ki je gostoval na prvih dveh albumih, pri njem so tudi snemali videospote, sedaj pa je postal "polnopravni" član benda. Leta 2017 je ob 12-letnici delovanja izšel DVD XII z istoimenskim dokumentarcem o skupini (XII – INMATE story), posnetkom koncerta na Kunigundi in posnetkoma dveh pesmi s koncerta v velenjski Rdeči dvorani, kjer so igrali 23. decembra 2016.
Avgusta 2017 so objavili videospot za povsem novo pesem »Breakout Season«, pri kateri so sodelovali s producentom Damirjem Juretičem in z njo napovedali tretjo ploščo. Grobe vokale je še odpel Aleksander Kolar, ki se je leta 2017 z bendom razšel. Zanj niso iskali zamenjave, edini pevec je ostal Duplišak in skupina je postala kvintet. Za naslednji singel »Anarthas« je growle tako prispeval "gostujoči" Gianni Poposki.
19. januarja 2019 so izdali tretji album Anarthas, ki so ga posneli s producentom Urošem Boršičem, kitaristom skupine LastDayHere. Na albumu sta kot gosta nastopila dva člana Noctiferie: že omenjeni Poposki ter Igor Nardin kot solo kitarist pri »Impossible Is Nothing«. Kot gostujoči vokalist je pri skladbi »Breakout Season« naveden nekdanji pevec Aleksander Kolar.
16. februarja 2019 so sodelovali na Emi s skladbo »Atma«. Na njej bodo zopet sodelovali letos z »The Salt«.

## Člani
- Marko Duplišak − vokal
- Jure Vertelj − kitara
- David Vodopivec − kitara
- Jure Grudnik − bobni

## Diskografija
Albumi
- 2012: Free At Last
- 2015: Tree of Life
- 2019: Anarthas
- 2020: A Small Measure of Peace
- 2021: The Salt
- 2024: Let The Dead Bury Their Dead

Videospoti (uradni)
- 2012: Without Warning
- 2012: Victorious
- 2013: Overcome[15]
- 2014: Home
- 2015: Tomorrow Never Comes
- 2016: Endless Desires
- 2017: Breakout Season
- 2018: Anarthas (feat. Giani Poposki)
- 2018: Impossible Is Nothing
- 2019: Hold on Forever
- 2019: Adharma
- 2020: Re-Cylce
- 2020: The Salt
- 2020: Hold On Forever Acoustic
- 2021: Less Is More
- 2021: For Suffer We Must
- 2022: No Time To Die
- 2024: …And We Could Have It All
- 2024: Destined To Taste Death
- 2024: Calm In A Storm

Lyrics video:
- 2015: Die Before Dying
- 2015: Tree of Life
- 2019: Atma
- 2024: Before The Pain Is Too Great
- 2024: Oj, Triglav, moj dom